# ای گد سیمان سودارتاوا
ای گد سیمان سودارتاوا (به انگلیسی: I Gede Siman Sudartawa) (زادهٔ ۸ سپتامبر ۱۹۹۴) شناگر اهل اندونزی است.